# Ivar Bentsen
Ivar Bentsen (13. november 1876 i Vallekilde – 21. maj 1943 i København) var en dansk arkitekt og professor, der var en central skikkelse i både Bedre Byggeskik-bevægelsen, nyklassicismen og funktionalismen.

## Læreår
Ivar Bentsen blev født ind i et højskolemiljø som søn af bygmester på Vallekilde Højskole Andreas Peter Bentsen og hustru Emilie Sophie Frederikke Lavigne. Bentsen blev tømrersvend 1896 med eksamen fra Teknisk Skole og derefter optaget på Kunstakademiet i 1899 men fuldførte aldrig uddannelsen, som han forlod i 1902. En stor del af hans arkitektuddannelse foregik som elev og tegner hos P.V. Jensen Klint, samt som tegner og konduktør hos Ulrik Plesner og Carl Brummer. Det var typisk for de unge nytænkende arkitekter omkring 1900, for hvem Jensen Klint var ledestjernen, at Akademiet var stivnet i gamle former og havde mistet kontakten til håndværket, og at de derfor ligesom deres læremester var autodidakte eller fandt andre uddannelsesveje.
Som arkitekt begyndte Bentsen under påvirkning af P.V. Jensen Klint med en ret robust formgivning, præget af hjemlig barok. Forpagterboligen Det gule Palæ på Torbenfeldt (1907, nedrevet) er et eksempel herpå. Bentsen blev 1908 forstander for håndværkerskolen i Vallekilde, men stiftede derefter sin egen skole i Holbæk (Bygmester-, Snedker- og Malerskolen), som han ledede 1913-1920. Det var i Vallekilde, at Bentsen blev gift den 30. maj 1903 med Dagny Jensen (31. januar 1877 i Stiftsbjergby – 22. marts 1946 i København), en datter af gårdejer Jens Jensen og Else Marie Hansen. Ægteskabet blev dog siden opløst.

## Holbækperioden
I sin Holbækperiode arbejdede han efterhånden med enklere, mere magre former og genoplivede de gamle tiders simple fagdeling i sin store produktion af borgerlige og landlige huse med forbillede i ældre dansk bygningskultur. Hans foretrukne byggemateriale i denne tid var flammede mursten, der var billigere end de håndstrøgne. Arkitektens eget hus i Holbæk blev dog gestaltet i mere monumentale former og opviser et motiv, som var gentaget fra billedhuggeren Kai Nielsens villa i Ordrup: Store, ødselt sprossedelte vinduespartier. Et af Bentsens hovedværker fra denne periode er elektricitetsværket i Svinninge, der er komponeret af tre bygninger placeret aksefast nær jernbanen og med maskinhallen som dominant. Betoningen i anlægget er lagt på en symmetrisk opdeling af facaderne ved klart fremtrædende lisener og en facadekomposition af både flammede, gule og røde teglsten. Samtidig viser de stråleformede stik mellem lisenerne på maskinhallen inspiration fra manierismen. Skolen i Holbæk fik vidtrækkende betydning for Bedre Byggeskik-bevægelsen, hvor bl.a. Marius Pedersen tog tråden op fra Bentsen i sine huse på Bakkekammen.

## Tiden i København
Allerede tidligt var Bentsen engageret i forskellige samarbejder med sin tids malere og billedhuggere, særligt medlemmer af Grønningen. Han deltog sammen med Kai Nielsen på kunstnergruppens udstilling i 1915 med et projekt til Blågårds Plads. Samme år deltog han i stiftelsen af Landsforeningen Bedre Byggeskik, ligesom han var medlem af Den fri Architektforening i hele dens korte levetid (1909-1919).
Fra den tidlige Holbækperiodes på én gang tekniske og æstetiske inddeling af planer og facader gik Bentsen videre til en mere aritmetisk i det skematiske forslag til en filharmonibygning (1919) og en meget stereometrisk i et forslag til et sekskantet hus. Ingen har vel været længere ude i arkitekturens abstraktioner, og forslagene fremstår ekstremt formalistiske. Det forblev dog en parentes i hans produktion, for da Bentsen 1921 blev knyttet som lærer til Akademiet, reagerede han mod det meget tegneri af søjler og lærte eleverne at se mere på det brugsmæssige, det økonomiske, det tekniske end hidtil. Fra den lidt umenneskelige arkitektur i "bunden Stil" – "Størrelsesmusikken", som han sagde – vendte han sig til boligbyggeriets menneskelige prosa i ejendommen Kastelshaven på Østerbro (1928, vinduer ændret) tvangfrie inddeling af facaderne og smukke lejlighedsplaner. Havde han før bygget på danske traditioner, på dansk barok og klassicisme, blev det nu nærmest M.G. Bindesbølls realistiske arkitektur han studerede og byggede videre på. Hele denne udvikling er ikke udtryk for nogen vaklen, men for en ukuelig trang til at prøve til bunds arkitekturens muligheder i alle retninger.
I 1921 var han medstifter af Dansk Byplanlaboratorium og samme år giftede han sig på ny; denne gang med Jensen Klints datter, billedhugger Helle Margrethe Jensen Klint. I 1923 blev han på trods af sin uakademiske baggrund udnævnt til professor ved Kunstakademiets Arkitektskole som vennen Carl Petersens (der havde en lignende uakademisk baggrund) efterfølger. Han var i denne stilling indtil 1940. Han fuldførte Carl Petersens påbegyndte boligprojekt Classens Have. Ved samme tid skabte han sammen med Thorkild Henningsen et hovedværk i dansk arkitektur, Bakkehusene på Bellahøj (1921), tegnet for KAB, der var ledet af den dynamiske direktør F.C. Boldsen. Bakkehusene blev den første rækkehusbebyggelse, og boligerne, der var møntet på arbejderklassen, blev snart så eftertragtede, at de snarere blev indtaget af kulturradikale beboere. Byggeriet havde både rødder i ældre dansk byggeskik og i den tyske arkitekt Heinrich Tessenows enkle bygninger. Dermed lykkedes det de to arkitekter at forene den moderne interesse for gentagelsesmotivet og det rytmiske med ældre tidens hævdvundne løsninger og gode håndværk. Bentsen var også sammen med Kaare Klint ansvarlig for den indfølte ombygning af Frederiks Hospital til Kunstindustrimuseet.

## Sene arbejder
Bentsens finest gennemførte arbejde er utvivlsomt Niels Steensen Hospital (1932) i Gentofte, hvor hans facader i flammede sten i det ydre blev forenet med stålvinduer (senere udskiftet til træ) og funkistidens organisering af bygningskroppen som kubiske volumener. Bygningen sammensat af hovedfløj med tværfløj har en klar planløsning og rummer store, lyse rum. Sygestuerne ligger mod sydøst. Hans overlægebolig viser endnu større grad af frigjorthed fra traditionen og er måske inspireret af samtidig amerikansk arkitektur (Frank Lloyd Wright).
Hans sidste store indsats blev hans bidrag til den nyskabende boligbebyggelse Blidah Park i Hellerup (1934) i form af de to sydligste blokke (1-6) mod Strandvejen. Her var han for alvor blevet funktionalist. Blidah Park, hvor lejlighederne var placeret i fritliggende blokke orienteret efter sollyset, brød efter inspiration fra Le Corbusier med den traditionelle karrestruktur. Samtidig blev altanen nu en selvstændigt bearbejdet, og væsentlig, bygningsdel.
Bentsen fik aldrig opgaver, der helt viste spændvidden af hans evner. Des mere udrettede han for andre, dels som lærer for de unge og dels som en befrugtende rådgiver for sine samtidige. Han var en mand med et vidt syn og et stort talent, en frihedsmand, der aldrig ville påtrykke andres arbejde sit stempel, men som alligevel ved sin begejstring og ved sin umiddelbare kunstfornemmelse kunde rive med og virke befriende og befrugtende på malere og billedhuggere så vel som på arkitekter. Bentsen var den fødte skribent, der fandt de mest knappe og rammende udtryk for sine altid friske kunstneriske oplevelser. Hans artikler om arkitektur og bildende kunstnere har haft vidtrækkende betydning.
I 1943 modtog han C.F. Hansen Medaillen for arbejder udstillet på Charlottenborg. Han var også medlem af bestyrelsen for Det tekniske Selskabs Skoler 1923-24, af bestyrelsen for Bedre Byggeskik 1915-43, Byplanlaboratoriet 1921-42 og Foreningen Socialt Boligbyggeri.
Han er begravet på Tibirke Kirkegård. Bentsen er portrætteret på malerier af Kai Nielsen (1913), Kaare Klint, Ole Søndergaard, Sigurd Swane og Gudrun Grove (1932). Tegninger af Kai Nielsen (1914 og 1918). Buste af Helle Klint Bentsen (1928).

## Udstillinger
- Charlottenborg Forårsudstilling 1913-16, 1919-20, 1931-32, 1937 og 1943 (retrospektiv)
- Kunstnernes Efterårsudstilling 1916, 1918, 1921 og 1936
- Grønningen 1915-16
- Dänischer Ausstellung, Kunstgewerbe Museum, Berlin 1910-11
- Den fri Architektforening 1915
- Dansk Arkitektur, Liljevalchs, Stockholm 1918 (sammen med Povl Baumann)
- Danish National Exhibition, Brooklyn Museum, New York 1927
- Det danske Kunststævne, Forum København 1929
- Nordisk Klassicisme, Nikolaj Udstillingsbygning, København 1983

## Bygninger
- Eget hus, Kaas Allé 27, Hellerup (1903)
- Vig Skole, nu Vig Bibliotek, Odsherred (1905, ombygget 2009)
- Torbenfeldts forpagterbolig, Det gule Palæ (1907, nedrevet 1976)
- Vesterbygaards fodermesterbolig, avlsbygninger, ombygninger i hovedbygningen (1907)
- Landinspektørbolig i Svinninge (1908)
- Egehøj Mejeri i Føllenslev (1910)
- Pavillonskole ved Holbæk (1911)
- Egen villa, Møllevangen 1, Holbæk (1911-12)
- Gård i Ubby (1912) "Gydekilde"
- Gård i Kelleklinte (1913) "Wiekær"
- NVEs elektricitetsværk, Svinninge (1913, maskinhal, funktionær-, direktør- og regnskabsførerbolig, fredet)
- Højskolen Snoghøj (1913)
- 8 enfamiliehuse, Bakkekammen 10-24, Holbæk (1913)
- Bebyggelse med énfamiliehuse i Møllevangen i Holbæk (1913)
- Ombygning af Frederiksborg Højskole, opr. tegnet af faderen Andreas B. (1913)
- Gård i Hørve (1913)
- Alderdomshjem i Tveje Merløse (1914)
- Villa med atelier for billedhugger Kai Nielsen, Ørnekulsvej 14, Ordrup (1914)
- Askov Nedergård og møllebestyrer Gudmund Bentsens hus, Askov Højskole (1915)
- Villa for proprietær Aug. Mellentin, Aggersvej 6, Skodsborg (1916)
- Udformning af Blågårds Plads, Nørrebro, København (1916, sammen med Kai Nielsen, fredet)
- Birkelundgård, Herstedvester (1916)
- Bebyggelse ved Borups Allé, karre G, Vestergårdsvej, København (1917 sammen med Povl Baumann)
- Tårn til Bøvling Valgmenighedskirke (1917, sammen med Marius Pedersen)
- Villa, Bakkekammen 40, Holbæk (1917, ditto)
- Butterup Præstegård (1918, ditto)
- Bakkekammen 27, Holbæk (1919, ditto)
- Vestre Skole, Kalundborgvej, Holbæk (1919, ditto)
- Ubby Forsamlings- og gymnastikhus (1919, ditto)
- Husene Sømarksvej 27-28-29-30 i Studiebyen, Hellerup (1920-24, sammen med Thorkild Henningsen)
- Bakkehusene ved Hvidkildevej, Brønshøj (1921-23 sammen med Thorkild Henningsen, fredet)
- Beboelsesejendom, Hulgårdsvej 1-15, Brønshøj (1921-23 sammen med Thorkild Henningsen, vinduer ændret)
- Ombygning af Frederiks Hospital til Kunstindustrimuseet (1921-26, præmieret projekt, sammen med Thorkild Henningsen og Kaare Klint, færdigbygget sammen med Klint)
- Søfartsmonumentet, Langelinie (1924-28, sammen med Svend Rathsack)
- Direktør Rechendorffs villa, Vingårds Allé 37, Hellerup (1924)
- Maleren Sigurd Swanes villa, Tranegårdsvej 5, Hellerup (1924)
- Restauranten Kirsten Piils Kilde i Dyrehaven (1927)
- Ejendommen Kastelshaven, Kastelsvej, Østerbro, København (1928, sammen med Peter Nielsen, vinduer ændret)
- Niels Steensens Hospital og Insulinlaboratorium, Gentofte (1932, vinduer ændret)
- Boligbebyggelsen Blidah Park, Strandvejen, Hellerup, blok 1-6 (1934) sammen med Jørgen U. Berg og Acton Bjørn
- Direktør H. C. Hagedorns Villa "Domus Hagedorn", Gentofte (1934), Bygningen nænsomt renoveret 2013-14.
- Boligbebyggelsen Enighedslund, Vesterbro 1-15, Aalborg (1937 sammen med Kooperative Arkitekter)
- Rækkehuse ved Vigerslev Allé, København (1938-39 sammen med Ole Buhl og T. Miland Petersen)
- Emdrupvænge, række- og etagehusbebyggelse for AAB, Emdrupvej, København (1940-45, sammen med Dan Fink, vinduer ændret)

### Projekter
- Kirke i Odense (1909)
- Grundtvigskapel ved Vartov (1912, sammen med P.V. Jensen Klint, 1913 lidt omarbejdet, præmieret)
- Bygning for Østifternes Kreditforening (1913)
- Teknologisk Instituts nybygning (1915, 3. præmie sammen med Povl Baumann)
- Forslag til en valgmenighedskirke i Hammerum (1916)
- Projekt til rækkehuse i Holbæk (1918, sammen med Marius Pedersen)
- Forslag til sekskantet hus (1918)
- Bebyggelse af det gamle Banegårdsterræn (1919 sammen med Carl Petersen
- Opera- og filharmonibygning ved Sankt Jørgens Sø (1919)
- Forslag til Nationalmuseet placeret i Kastellet (1925)
- Forslag til kirke ved Borups Allé (1925)
- Forslag til kirke ved Langelandsgade i Århus (1933, tegningerne er gået tabt)
- Forslag til kirke i Valby for Københavns Kirkefond (1939)
- Kirke i Munkebjergkvarteret, Odense (1942)